# فریدون فرزانه
فریدون فرزانه (زادهٔ ۱۲۸۹ - درگذشتهٔ ۱۳۶۲) موسیقی‌دان و آهنگساز ایرانی بود.

## زندگی هنری
فریدون فرزانه فرزند اسماعیل فرزانه (دبیرالممالک) در ۲۸ مهر ۱۲۸۹ در تهران متولد شد. در ۵ سالگی به همراه خانواده به اروپا مهاجرت کرد.
او تحصیلات موسیقی خود را در کنسرواتوارهای کشورهای آلمان، اتریش، سوئیس، و بلژیک در رشته آهنگسازی و پیانو به اتمام رساند و در سال ۱۳۱۵ به ایران بازگشت. وی پس از آن در هنرستان عالی موسیقی به تدریس پیانو، هارمونی و سلفژ پرداخت.
او پس از بازگشت به ایران توانست بسیاری از آثار خود را در ارکستر سمفونیک رادیو ایران که توسط «مرتضی حنانه» با عنوان «ارکستر فارابی» پایه‌گذاری شده بود، به اجرا بگذارد که بخشی از این آثار توسط «ارکستر فارابی» ضبط شده‌است. او همچنین مدتی به سمت معاون فنی «غلامحسین مین‌باشیان» رئیس سابق هنرستان عالی موسیقی منصوب شد. از جمله شاگردان وی می‌توان به «مصطفی کمال پورتراب»، «محمد نوری»، «همایون خرم» و … اشاره کرد.

## آثار هنری
از جمله آثار فریدون فرزانه به موارد زیر می‌توان اشاره نمود:
- هشت قطعه برای آواز
- سرناد آذربایجانی برای ویولن و پیانو
- اربیانتال شماره یک، دو و سه برای پیانو
- سوئیت گرگان برای پیانو
- چهار قطعه کوچک و ساده (کاروان، مهتاب شمیران، رقص ایرانی و سنتورزن)
- سرناد برای پیانو
- راپسودی برای پیانو
- والی درخشنده برای پیانو
- اتودهایی برای پیانو
- تنظیم و اجرای آثاری از رکن الدین مختاری برای ارکستر